# Linda Lust
Linda Lust (født 1982 i Varberg) er en svensk pornoskuespiller. Linda Lust er hendes kunstnernavn. Linda forlod branchen i 2003.

## Filmografi
- Lindas Lust
- 100% Linda Lust
- Jane Bomb
- Svenskt på menyn
- Musbilen
- Katarina-X
- Lustgården
- Sötnosar
- Köttets Lusta
- Frestelsens Hus
- Svenska gigant 4

## Ekstern henvisning
- Linda Lust på Internet Movie Database (engelsk)
- Linda Lust på The Movie Database (engelsk)